# Coprobolus poculiformis
Coprobolus poculiformis är en svampart som beskrevs av Cain & Kimbr. 1970. Coprobolus poculiformis ingår i släktet Coprobolus och familjen Thelebolaceae.   Inga underarter finns listade i Catalogue of Life.